# 무코지마섬

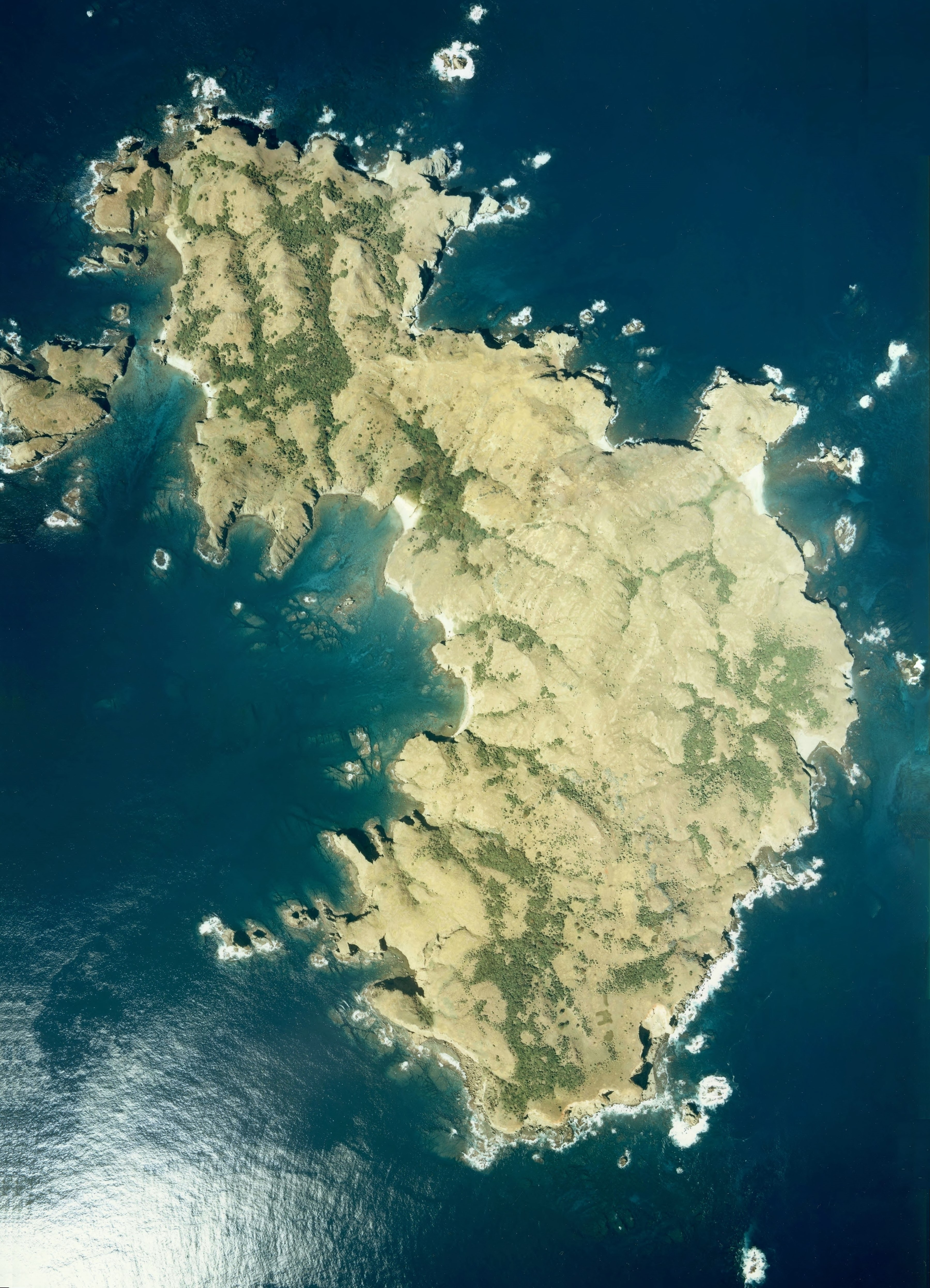

무코지마섬(聟島)은 일본 도쿄도 오가사와라 제도의 섬이다. 이 섬은 화산섬으로 이 주변에는 여러 섬들이 있고 남쪽에는 요메지마섬이 있다. 이 섬의 뜻은 신랑 섬이라는 뜻이다. 이 섬에는 여러 산들이 위치해 있다. 이 섬은 무코지마 열도에서 가장 면적이 넓은 섬이다.